# Боділ Іпсен
Боділ Луїза Єнсен Іпсен (дан. Bodil Ipsen; 30 серпня 1889, Копенгаген — 26 листопада 1964, Копенгаген) — данська акторка і кінорежисерка, одна з найвизначніших зірок в історії данського кінематографу. На честь Боділ Іпсен і Боділ К'єр було названо данську національну кінопремію «Боділ».

## Життєпис
Боділ Луїза Єнсен Іпсен народилася у 1889 році в Копенгагені. У 1908 вступила до школи при Королівському театрі Данії і через рік вперше вийшла на його сцену. До 1944 року виступала також на сцені Народного театру, Дагмар театру і Театру Бети Нансен; у 1949–1958 роки — акторка Театру Оденса. Всього за своє життя Іпсен зіграла майже 200 театральних ролей у данських театрах, а також на сценах Швеції і Норвегії; брала участь в радіо- і телеспектаклях.
У 1920 році Іпсен дебютувала в кіно як виконавиця головної ролі, зігравши у фільмі «Лавина», поставленому Емануелем Грегерсеном, її третім чоловіком. У ранні роки своєї кінокар'єри Боділ Іпсен знімалася головним чином в комедіях. Усього на її рахунку 12 ролей у кіно. У 1960 році Іпсен за свою останню акторську роботу у фільмі «Віра, Надія і чаклунство» отримала названу згодом на її честь премію «Боділ» за найкращу жіночу роль.
З 1942 року працювала кінорежисеруою. З десяти фільмів, поставлених Іпсен, найвідоміші п'ять, над якими вона працювала разом з Лау Лаурітценом-молодшим. У їх числі — «Червоні луки», стрічка, що була знята у 1945 році і в 1946 отримала разом із ще десятьма стрічками головний приз Каннського кінофестивалю. Як режисерка Боділ Іпсен прославилася як одна з родоначальниць данського нуару.

## Фільмографія
Акторка
| Рік  | Оригінальна назва     | Назва українською        | Роль                      | Примітки                          |
| ---- | --------------------- | ------------------------ | ------------------------- | --------------------------------- |
| 1913 | Scenens børn          | Діти сцени               |                           |                                   |
| 1920 | Lavinen               | Лавина                   | Марія, дружина Пауля      |                                   |
| 1922 | Frie Fugle            | Вільний птах             | Наомі, дружина капітана   |                                   |
| 1923 | Madsalune             | Кохання у вигнанні       | імператриця Катерина II   |                                   |
| 1932 | Paustians Uhr         |                          | Велика Марія              |                                   |
| 1935 | Det gyldne smil       | Золота посмішка          | Ельза Брунн               |                                   |
| 1938 | Bolettes brudefærd    |                          | Болетта Єнсен             |                                   |
| 1940 | Sørensen og Rasmussen | Соренсен і Расмуссен     | графиня Деннер            |                                   |
| 1941 | Gå med mig hjem       | Ходімо додому            | Attorney Helen Hansoe     |                                   |
| 1942 | Forellen              | Форель                   | Клара Мюллер              |                                   |
| 1957 | Ingen tid til kærtegn | Будь мені дорогим        | Жінка в інвалідному візку |                                   |
| 1960 | Tro, håb og trolddom  | Віра, Надія і чаклунство | бабуся Гунхільд           | «Премія Боділ» (Найкраща акторка) |

Режисер
| Рік  | Оригінальна назва           | Назва українською           | Примітки                                                                      |
| ---- | --------------------------- | --------------------------- | ----------------------------------------------------------------------------- |
| 1942 | Afsporet                    | Ціна зради                  | спільно з Лау Лаурітценом-молодшим                                            |
| 1942 | En Herre i kjole og hvidt   | Джентльмен у вечірній сукні |                                                                               |
| 1943 | Drama på slottet            | Драма у замку               |                                                                               |
| 1944 | Mordets Melodi              | Мелодія вбивства            |                                                                               |
| 1944 | Besættelse                  |                             |                                                                               |
| 1945 | De røde enge                | Червоні луки                | спільно з Лау Лаурітценом-молодшим «Золота пальмова гілка»                    |
| 1947 | Bröllopsnatten              | Шлюбна ніч                  | виробництво Швеції                                                            |
| 1948 | Støt står den danske sømand |                             | спільно з Лау Лаурітценом-молодшим Премія «Боділ» за найкращий данський фільм |
| 1950 | Café Paradis                | Кафе «Параді»               | спільно з Лау Лаурітценом-молодшим Премія «Боділ» за найкращий данський фільм |
| 1951 | Det Sande Ansigt            | Істинне лице                | спільно з Лау Лаурітценом-молодшим Премія «Боділ» за найкращий данський фільм |

## Нагороди
- 1922 — Премія Ingenio et arti (Данія)
- 1948 — Гран-прі «Золота пальмова гілка» Каннського кінофестивалю
- Чотири премії «Боділ» — у 1949, 1951, 1952 і 1960 роках